# Félix Sanz Roldán
Félix Sanz Roldán (Uclés, 20 de gener de 1945) és un militar espanyol, director del Centre Nacional d'Intel·ligència (CNI) del 2009 al 2019. Fou el Cap de l'Estat Major de la Defensa (JEMAD) de les Forces Armades d'Espanya entre 2004 i 2008.
Sanz nasqué el 20 de gener de 1945 a la localitat d'Uclés, situada a la província de Conca, Espanya. Ingressà a l'Acadèmia General Militar, a la XXI Promoció, el juliol de 1962, sent promogut a Tinent d'Artilleria el juliol de 1966, amb la CCLIV Promoció de l'Arma. L'any 2004 fou nomenat Cap de l'Estat Major de la Defensa.
El 2 de juliol de 2009 fou escollit director del Centre Nacional d'Intel·ligència (CNI) en substitució d'Alberto Saiz Cortés.